# Petraq Kolevica
Petraq Kolevica (ur. 11 stycznia 1934 w Korczy, zm. 13 lutego 2023) – albański architekt, poeta oraz prozaik, deputowany do Zgromadzenia Ludowego.

## Życiorys
Początkowo pobierał naukę w rodzinnej Korczy, a w latach 1952–1957 studiował na Wydziale Inżynierii Lądowej Uniwersytetu Tirańskiego. Po ukończeniu studiów w latach 1957–1975 pracował jako architekt, jednak został zwolniony z powodu zaprojektowania budowli uznanych przez władze za zbyt modernistyczne, wśród których był m.in. budynek biblioteki w Korczy.
W 1961 roku przetłumaczył na język albański utwór pod tytułem Demon autorstwa Michaiła Lermontowa.
W 1991 roku został wybrany na przewodniczącego Stowarzyszenia Architektów Albańskich. Publikował artykuły dla czasopisma Rilindja Demokratike, należał także do Rady Wydawniczej tegoż czasopisma. W tymże roku odbyły się wybory parlamentarne, w wyniku których Kolevica uzyskał mandat do Zgromadzenia Ludowego z ramienia Demokratycznej Partii Albanii.

## Utwory[1]

### Antologie
- Nektar poetik
- Perla nga perlat
- Poezi japoneze
- Poezi ruse
- Zëra nga larg
- Poezi gjermane dhe austriake (1986)
- Poezi gjermane, austriake, zvicerane (2000)

### Poezje
- Dhe në jam këtu ku jam
- Rradha
- Vajza e repartit të qëndisjes
- Vula e dashurise
- Të burgosurit (1979)
- Muret prej betoni (1980)
- Vjeshtë (1980)[3]
- Nocturne (1983)
- Eci rrugës çalë-çalë (1986)
- Mbetën pa vjelë limonët (2006)
- Në radhë,  te pensioni (2006)
- Një vizë (2006)
- Plagë shqiptare (2006)

### Prozy
- Të korrat e vona
- Lasgushi më ka thënë (1992)
- Këngë nga koha e keqe (1993)
- Kuja e kohës (2002)
- Zëri që thirri në shkretëtirë (2003)

## Odznaczenia
Został uhonorowany Orderem Pracy.

## Życie prywatne
Miał żonę Edith, która pracowała jako inżynier; jej matka była Niemką.